# Rio Maior
Rio Maior (Fiume Maggiore, 'ʁiu mɐi'ɔɾ) è un comune portoghese di 21 110 abitanti situato nel distretto di Santarém.

## Società

### Evoluzione demografica
| Popolazione di Rio Maior (1849 – 2004) | Popolazione di Rio Maior (1849 – 2004) | Popolazione di Rio Maior (1849 – 2004) | Popolazione di Rio Maior (1849 – 2004) | Popolazione di Rio Maior (1849 – 2004) | Popolazione di Rio Maior (1849 – 2004) | Popolazione di Rio Maior (1849 – 2004) | Popolazione di Rio Maior (1849 – 2004) | Popolazione di Rio Maior (1849 – 2004) |
| -------------------------------------- | -------------------------------------- | -------------------------------------- | -------------------------------------- | -------------------------------------- | -------------------------------------- | -------------------------------------- | -------------------------------------- | -------------------------------------- |
| 1849                                   | 1900                                   | 1930                                   | 1960                                   | 1981                                   | 1991                                   | 2001                                   | 2004                                   |                                        |
| 5405                                   | 11645                                  | 15150                                  | 19356                                  | 19894                                  | 20119                                  | 21110                                  | 21621                                  |                                        |

## Freguesias
- Alcobertas
- Arrouquelas
- Asseiceira
- Fráguas
- Rio Maior
- São Sebastião
- Unione delle Freguesias di Azambujeira e Malaqueijo
- Unione delle Freguesias di Marmeleira e Assentiz
- Unione delle Freguesias di Outeiro da cortiçada e Arruda dos Pisões
- Unione delle Freguesias di São João da Ribeira e Ribeira de São João